# 1142 Етолија
1142 Етолија (енгл. 1142 Aetolia) је астероид главног астероидног појаса са средњом удаљеношћу од Сунца која износи 3,180 астрономских јединица (АЈ).
Апсолутна магнитуда астероида је 10,3 а геометријски албедо 0,054.